# Ligue 1 2013-14
La temporada 2013-14 de la Ligue 1 fue la septuagésima sexta edición de la Liga francesa de fútbol. El París Saint-Germain defendió exitosamente el título. En esta temporada regresaron dos equipos históricos del fútbol francés, el Mónaco y el Nantes, junto con el Guingamp.

## Equipos

### Ascensos y descensos
| Pos. | Descendidos de Ligue 1 |
| ---- | ---------------------- |
| 18º  | Nancy                  |
| 19º  | Troyes                 |
| 20º  | Stade Brestois         |

| Pos. | Ascendidos de Ligue 2 |
| ---- | --------------------- |
| 1º   | Mónaco                |
| 2º   | Guingamp              |
| 3º   | Nantes                |

### Información de los equipos
| Ajaccio                                       | Christian Bracconi  | Stade François-Coty          | 10 660 | Macron   | Restos du Coeur                 |
| Bastia                                        | Frédéric Hantz      | Stade Armand Cesari          | 16 480 | Kappa    | Oscaro                          |
| Girondins de Bordeaux                         | Francis Gillot      | Stade Chaban-Delmas          | 34 462 | Puma     | Kia                             |
| Évian Thonon Gaillard                         | Pascal Dupraz       | Parc des Sports              | 15 660 | Kappa    | Pilot                           |
| Guingamp                                      | Jocelyn Gourvennec  | Stade du Roudourou           | 18 126 | Patrick  | Celtigel                        |
| Lille                                         | René Girard         | Grand Stade Lille Métropole  | 50 186 | Nike     | Groupe Partouche                |
| Lorient                                       | Christian Gourcuff  | Stade du Moustoir            | 18 890 | Macron   | La Trinitaine                   |
| Olympique de Lyon                             | Rémi Garde          | Stade de Gerland             | 41 842 | Adidas   | Hyundai                         |
| Olympique de Marsella                         | José Anigo          | Stade Vélodrome              | 48 000 | Adidas   | Intersport                      |
| Mónaco                                        | Claudio Ranieri     | Stade Louis II               | 18 500 | Macron   | Fedcom                          |
| Montpellier                                   | Rolland Courbis     | Stade de la Mosson           | 32 939 | Nike     | Dyneff                          |
| Nantes                                        | Michel Der Zakarian | Stade de la Beaujoire        | 38 285 | Erreà    | Synergie                        |
| Niza                                          | Claude Puel         | Allianz Riviera              | 35 624 | Burrda   | Mutuelles du Soleil             |
| París Saint-Germain                           | Laurent Blanc       | Parc des Princes             | 48 712 | Nike     | Emirates, Qatar Investment Fund |
| Stade Rennes                                  | Philippe Montanier  | Stade de la Route de Lorient | 31 127 | Puma     | Samsic                          |
| Saint-Étienne                                 | Christophe Galtier  | Stade Geoffroy-Guichard      | 37 384 | Adidas   | Winamax                         |
| Sochaux                                       | Hervé Renard        | Stade Auguste Bonal          | 20 005 | Lotto    | Peugeot                         |
| Stade de Reims                                | Hubert Fournier     | Stade Auguste Delaune        | 21 684 | Hummel   | Sanei, Caillot                  |
| Toulouse                                      | Alain Casanova      | Stadium Municipal            | 24 092 | Kappa    | Triangle Interim                |
| Valenciennes                                  | Ariël Jacobs        | Stade du Hainaut             | 25 172 | Uhlsport | GDE Recyclage                   |
| Datos actualizados al 7 de diciembre de 2013. |                     |                              |        |          |                                 |

### Cambios de entrenadores
| Equipo                | Entrenador (jornadas)                                            |
| --------------------- | ---------------------------------------------------------------- |
| Sochaux               | Éric Hely (1-7) Omar Daf (8-9) Hervé Renard (10-38)              |
| Valenciennes          | Daniel Sanchez (1-9) Ariël Jacobs (10-38)                        |
| Ajaccio               | Fabrizio Ravanelli (1-12) Christian Bracconi (13-38)             |
| Montpellier           | Jean Fernández (1-16) Pascal Baills (17) Rolland Courbis (18-38) |
| Olympique de Marsella | Élie Baup (1-17) José Anigo (18-38)                              |

### Equipos porregión
| \| Región \| N.º \| Equipos \| \| ------------------------- \| --- \| ---------------------------------------- \| \| Bretaña \| 3 \| Guingamp, Lorient y Stade Rennes \| \| Ródano-Alpes \| 3 \| Évian, Olympique de Lyon y Saint-Étienne \| \| Provenza-Alpes-Costa Azul \| 2 \| Olympique de Marsella y Niza \| \| Córcega \| 2 \| Ajaccio y Bastia \| \| Norte-Paso de Calais \| 2 \| Lille y Valenciennes \| \| Aquitania \| 1 \| Girondins de Bordeaux \| \| Champaña-Ardenas \| 1 \| Stade de Reims \| \| Franco Condado \| 1 \| Sochaux \| \| Isla de Francia \| 1 \| París Saint-Germain \| \| Languedoc-Rosellón \| 1 \| Montpellier \| \| Países del Loira \| 1 \| Nantes \| \| Mediodía-Pirineos \| 1 \| Toulouse \| \| Mónaco \| 1 \| Mónaco \| |     | París Saint-Germain Lille OSC AS Saint-Étienne Montpellier Olympique de Lyon Olympique de Marsella OGC Niza Girondins de Burdeos FC Lorient Toulouse FC Rennes AS Mónaco SC Bastia Valenciennes FC EA Guingamp FC Nantes Stade de Reims Évian TG AC Ajaccio FC Sochaux |
| Región | N.º | Equipos |
| Bretaña | 3   | Guingamp, Lorient y Stade Rennes |
| Ródano-Alpes | 3   | Évian, Olympique de Lyon y Saint-Étienne |
| Provenza-Alpes-Costa Azul | 2   | Olympique de Marsella y Niza |
| Córcega | 2   | Ajaccio y Bastia |
| Norte-Paso de Calais | 2   | Lille y Valenciennes |
| Aquitania | 1   | Girondins de Bordeaux |
| Champaña-Ardenas | 1   | Stade de Reims |
| Franco Condado | 1   | Sochaux |
| Isla de Francia | 1   | París Saint-Germain |
| Languedoc-Rosellón | 1   | Montpellier |
| Países del Loira | 1   | Nantes |
| Mediodía-Pirineos | 1   | Toulouse |
| Mónaco | 1   | Mónaco |

## Clasificación
| Pos. | Equipo                  | Pts. | PJ | G  | E  | P  | GF | GC | Dif. | Clasificación o descenso                             |
| ---- | ----------------------- | ---- | -- | -- | -- | -- | -- | -- | ---- | ---------------------------------------------------- |
| 1    | París Saint-Germain (C) | 89   | 38 | 27 | 8  | 3  | 84 | 23 | +61  | Fase de grupos de la Liga de Campeones               |
| 2    | Mónaco                  | 80   | 38 | 23 | 11 | 4  | 63 | 31 | +32  | Fase de grupos de la Liga de Campeones               |
| 3    | Lille                   | 71   | 38 | 20 | 11 | 7  | 46 | 26 | +20  | Tercera ronda clasificatoria de la Liga de Campeones |
| 4    | Saint-Étienne           | 69   | 38 | 20 | 9  | 9  | 56 | 34 | +22  | Ronda de play-off de la Liga Europa                  |
| 5    | Olympique de Lyon       | 61   | 38 | 17 | 10 | 11 | 56 | 44 | +12  | Tercera ronda clasificatoria de la Liga Europa       |
| 6    | Olympique de Marsella   | 60   | 38 | 16 | 12 | 10 | 53 | 40 | +13  |                                                      |
| 7    | Girondins de Burdeos    | 53   | 38 | 13 | 14 | 11 | 49 | 43 | +6   |                                                      |
| 8    | Lorient                 | 49   | 38 | 13 | 10 | 15 | 48 | 53 | −5   |                                                      |
| 9    | Toulouse                | 49   | 38 | 12 | 13 | 13 | 46 | 53 | −7   |                                                      |
| 10   | Bastia                  | 49   | 38 | 13 | 10 | 15 | 42 | 56 | −14  |                                                      |
| 11   | Stade de Reims          | 48   | 38 | 12 | 12 | 14 | 44 | 52 | −8   |                                                      |
| 12   | Stade Rennes            | 46   | 38 | 11 | 13 | 14 | 47 | 45 | +2   |                                                      |
| 13   | Nantes                  | 46   | 38 | 12 | 10 | 16 | 38 | 43 | −5   |                                                      |
| 14   | Évian                   | 44   | 38 | 11 | 11 | 16 | 39 | 51 | −12  |                                                      |
| 15   | Montpellier             | 42   | 38 | 8  | 18 | 12 | 45 | 53 | −8   |                                                      |
| 16   | EA Guingamp             | 42   | 38 | 11 | 9  | 18 | 34 | 42 | −8   | Fase de grupos de la Liga Europa                     |
| 17   | Niza                    | 42   | 38 | 12 | 6  | 20 | 30 | 44 | −14  |                                                      |
| 18   | Sochaux (D)             | 40   | 38 | 10 | 10 | 18 | 37 | 61 | −24  | Descenso de categoría                                |
| 19   | Valenciennes (D)        | 29   | 38 | 7  | 8  | 23 | 37 | 65 | −28  | Descenso de categoría                                |
| 20   | Ajaccio (D)             | 23   | 38 | 4  | 11 | 23 | 37 | 72 | −35  | Descenso de categoría                                |

 Fuente: Marca.com y Lfp.fr
Notas:
1. ↑  Mónaco inicialmente había sido sancionado con una reducción de 2 puntos debido a altercados provocados por aficionados del equipo en la temporada pasada. Dicha sanción fue anulada el 13 de agosto de 2013.
2. ↑  Olympique de Lyon se clasificó para la tercera ronda previa de la Liga Europa 2014-15 debido a que el campeón de la Copa de la Liga de Francia 2013-14 (París Saint-Germain) se clasificó para la Liga de Campeones, por lo que el cupo que otorgaba dicho torneo pasó al 5° clasificado.
3. ↑  EA Guingamp se clasificó para la fase de grupos de la Liga Europa 2014-15 al haber ganado la Copa de Francia 2013-14.

### Evolución de las posiciones
| Equipo / Jornada       | 1  | 2  | 3  | 4  | 5  | 6  | 7  | 8  | 9  | 10 | 11 | 12 | 13 | 14 | 15 | 16 | 17 | 18 | 19 | 20 | 21 | 22 | 23 | 24 | 25 | 26 | 27 | 28 | 29 | 30 | 31 | 32 | 33 | 34 | 35 | 36 | 37 | 38 |
| Equipo / Jornada       |    |    |    |    |    |    |    |    |    |    |    |    |    |    |    |    |    |    |    |    |    |    |    |    |    |    |    |    |    |    |    |    |    |    |    |    |    |    |
| ---------------------- | -- | -- | -- | -- | -- | -- | -- | -- | -- | -- | -- | -- | -- | -- | -- | -- | -- | -- | -- | -- | -- | -- | -- | -- | -- | -- | -- | -- | -- | -- | -- | -- | -- | -- | -- | -- | -- | -- |
| París Saint-Germain    | 9  | 13 | 8  | 4  | 3  | 2  | 2  | 2  | 2  | 1  | 1  | 1  | 1  | 1  | 1  | 1  | 1  | 1  | 1  | 1  | 1  | 1  | 1  | 1  | 1  | 1  | 1  | 1  | 1  | 1  | 1  | 1  | 1  | 1  | 1  | 1  | 1  | 1  |
| Mónaco                 | 4  | 2  | 2  | 1  | 1  | 1  | 1  | 1  | 1  | 2  | 2  | 3  | 3  | 3  | 3  | 3  | 2  | 2  | 2  | 2  | 2  | 2  | 2  | 2  | 2  | 2  | 2  | 2  | 2  | 2  | 2  | 2  | 2  | 2  | 2  | 2  | 2  | 2  |
| Lille                  | 7  | 9  | 6  | 7  | 12 | 8  | 4  | 4  | 3  | 3  | 3  | 2  | 2  | 2  | 2  | 2  | 3  | 3  | 3  | 3  | 3  | 3  | 3  | 3  | 3  | 3  | 3  | 3  | 3  | 3  | 3  | 3  | 3  | 3  | 3  | 3  | 3  | 3  |
| Saint-Étienne2         | 8  | 4  | 7  | 3  | 2  | 3  | 6  | 7  | 7  | 7  | 7  | 7  | 9  | 6  | 5  | 6  | 8  | 7  | 5  | 4  | 4  | 4  | 4  | 4  | 4  | 4  | 4  | 4  | 4  | 4  | 4  | 4  | 4  | 4  | 4  | 4  | 4  | 4  |
| Olympique de Lyon      | 1  | 1  | 3  | 8  | 8  | 7  | 8  | 9  | 13 | 12 | 15 | 12 | 7  | 7  | 10 | 12 | 9  | 10 | 10 | 9  | 8  | 5  | 6  | 6  | 6  | 6  | 6  | 5  | 5  | 5  | 5  | 5  | 5  | 5  | 5  | 5  | 5  | 5  |
| Olympique de Marsella3 | 3  | 3  | 1  | 2  | 4  | 4  | 3  | 3  | 4  | 5  | 6  | 5  | 5  | 4  | 4  | 4  | 5  | 6  | 6  | 5  | 5  | 9  | 5  | 5  | 5  | 5  | 5  | 6  | 6  | 6  | 6  | 6  | 6  | 6  | 6  | 6  | 6  | 6  |
| Burdeos5               | 18 | 17 | 9  | 15 | 16 | 17 | 18 | 17 | 15 | 15 | 13 | 10 | 12 | 12 | 9  | 7  | 6  | 4  | 4  | 8  | 9  | 6  | 7  | 8  | 9  | 8  | 8  | 8  | 9  | 9  | 9  | 7  | 7  | 7  | 7  | 7  | 7  | 7  |
| Lorient5               | 15 | 11 | 16 | 10 | 14 | 14 | 16 | 18 | 18 | 18 | 17 | 17 | 17 | 17 | 14 | 13 | 11 | 8  | 9  | 11 | 10 | 10 | 10 | 10 | 11 | 12 | 12 | 11 | 12 | 12 | 13 | 14 | 10 | 12 | 12 | 9  | 8  | 8  |
| Toulouse4              | 19 | 19 | 18 | 20 | 19 | 15 | 11 | 14 | 12 | 8  | 12 | 15 | 15 | 14 | 12 | 14 | 14 | 11 | 11 | 10 | 11 | 11 | 13 | 11 | 10 | 10 | 10 | 9  | 8  | 8  | 8  | 8  | 9  | 9  | 9  | 10 | 11 | 9  |
| Bastia4                | 17 | 10 | 15 | 9  | 10 | 10 | 14 | 12 | 10 | 14 | 11 | 13 | 10 | 10 | 8  | 8  | 12 | 13 | 13 | 13 | 12 | 12 | 11 | 12 | 8  | 9  | 9  | 10 | 11 | 10 | 10 | 10 | 11 | 10 | 11 | 12 | 10 | 10 |
| Stade de Reims         | 13 | 7  | 5  | 6  | 6  | 9  | 10 | 10 | 9  | 13 | 10 | 6  | 6  | 9  | 11 | 10 | 7  | 9  | 8  | 7  | 7  | 8  | 9  | 7  | 7  | 7  | 7  | 7  | 7  | 7  | 7  | 9  | 8  | 8  | 8  | 8  | 9  | 11 |
| Stade Rennes           | 6  | 8  | 4  | 5  | 5  | 6  | 5  | 8  | 11 | 10 | 9  | 8  | 11 | 11 | 13 | 11 | 13 | 14 | 15 | 15 | 15 | 16 | 15 | 15 | 15 | 13 | 14 | 16 | 16 | 16 | 12 | 12 | 14 | 13 | 15 | 13 | 13 | 12 |
| Nantes                 | 5  | 5  | 12 | 13 | 9  | 12 | 9  | 6  | 5  | 4  | 4  | 4  | 4  | 5  | 6  | 5  | 4  | 5  | 7  | 6  | 6  | 7  | 8  | 9  | 12 | 14 | 15 | 15 | 15 | 13 | 14 | 15 | 12 | 11 | 10 | 11 | 12 | 13 |
| Évian Thonon Gaillard2 | 11 | 16 | 20 | 14 | 11 | 11 | 15 | 13 | 16 | 16 | 16 | 14 | 14 | 15 | 16 | 15 | 15 | 16 | 16 | 16 | 17 | 17 | 17 | 17 | 17 | 17 | 17 | 17 | 17 | 17 | 17 | 17 | 16 | 16 | 17 | 17 | 17 | 14 |
| Montpellier            | 12 | 18 | 10 | 11 | 13 | 13 | 13 | 11 | 8  | 11 | 14 | 16 | 16 | 16 | 17 | 17 | 17 | 17 | 17 | 17 | 16 | 15 | 14 | 14 | 14 | 11 | 11 | 13 | 14 | 15 | 15 | 13 | 15 | 14 | 13 | 14 | 14 | 15 |
| Guingamp               | 16 | 20 | 14 | 18 | 15 | 16 | 12 | 15 | 14 | 9  | 5  | 9  | 8  | 8  | 7  | 9  | 10 | 12 | 12 | 12 | 14 | 14 | 16 | 16 | 16 | 16 | 13 | 14 | 13 | 14 | 16 | 16 | 17 | 17 | 16 | 16 | 15 | 16 |
| Niza                   | 20 | 12 | 11 | 12 | 7  | 5  | 7  | 5  | 6  | 6  | 8  | 11 | 13 | 13 | 15 | 16 | 16 | 15 | 14 | 14 | 13 | 13 | 12 | 13 | 13 | 15 | 16 | 12 | 10 | 11 | 11 | 11 | 13 | 15 | 14 | 15 | 16 | 17 |
| Sochaux                | 10 | 15 | 19 | 19 | 20 | 20 | 20 | 19 | 19 | 19 | 19 | 20 | 20 | 19 | 19 | 20 | 20 | 20 | 19 | 19 | 19 | 19 | 19 | 19 | 19 | 19 | 19 | 19 | 19 | 19 | 19 | 19 | 18 | 18 | 18 | 18 | 18 | 18 |
| Valenciennes3          | 2  | 6  | 13 | 16 | 18 | 18 | 19 | 20 | 20 | 20 | 20 | 18 | 18 | 18 | 18 | 18 | 18 | 18 | 18 | 18 | 18 | 18 | 18 | 18 | 18 | 18 | 18 | 18 | 18 | 18 | 18 | 18 | 19 | 19 | 19 | 19 | 19 | 19 |
| Ajaccio                | 14 | 14 | 17 | 17 | 17 | 19 | 17 | 16 | 17 | 17 | 18 | 19 | 19 | 20 | 20 | 19 | 19 | 19 | 20 | 20 | 20 | 20 | 20 | 20 | 20 | 20 | 20 | 20 | 20 | 20 | 20 | 20 | 20 | 20 | 20 | 20 | 20 | 20 |

## Resultados
- Los horarios corresponden al huso horario de Francia (Hora central europea): UTC+1 en horario estándar y UTC+2 en horario de verano

### Primera rueda
| Montpellier       | 1 - 1 | Paris Saint-Germain   | Stade de la Mosson           | 9 de agosto  | 20:30 |
| Burdeos           | 0 - 2 | Monaco                | Stade Jacques Chaban-Delmas  | 10 de agosto | 21:00 |
| Évian             | 1 - 1 | Sochaux               | Parc des Sports              | 10 de agosto | 21:00 |
| Lille             | 1 - 0 | Lorient               | Grand Stade Lille Métropole  | 10 de agosto | 21:00 |
| Olympique de Lyon | 4 - 0 | Niza                  | Stade de Gerland             | 10 de agosto | 21:00 |
| Nantes            | 0 - 0 | Bastia                | Stade de la Beaujoire        | 10 de agosto | 21:00 |
| Rennes            | 2 - 1 | Stade de Reims        | Stade de la Route de Lorient | 10 de agosto | 21:00 |
| Valenciennes      | 3 - 0 | Toulouse              | Stade du Hainaut             | 10 de agosto | 21:00 |
| Ajaccio           | 0 - 1 | Saint-Étienne         | Stade François-Coty          | 11 de agosto | 17:00 |
| Guingamp          | 1 - 3 | Olympique de Marsella | Stade du Roudourou           | 11 de agosto | 21:00 |

| Sochaux               | 1 - 3 | Olympique de Lyon | Stade Auguste Bonal     | 16 de agosto | 20:30 |
| Olympique de Marsella | 2 - 0 | Évian             | Stade Vélodrome         | 17 de agosto | 17:00 |
| Bastia                | 2 - 0 | Valenciennes      | Stade Armand Cesari     | 17 de agosto | 20:00 |
| Nice                  | 2 - 1 | Rennes            | Stade du Ray            | 17 de agosto | 20:00 |
| Stade de Reims        | 2 - 1 | Lille             | Stade Auguste Delaune   | 17 de agosto | 20:00 |
| Saint-Étienne         | 1 - 0 | Guingamp          | Stade Geoffroy-Guichard | 17 de agosto | 20:00 |
| Toulouse              | 1 - 1 | Burdeos           | Stade de Toulouse       | 17 de agosto | 20:00 |
| Monaco                | 4 - 1 | Montpellier       | Stade Louis II          | 18 de agosto | 14:00 |
| Lorient               | 2 - 1 | Nantes            | Stade du Moustoir       | 18 de agosto | 17:00 |
| Paris Saint-Germain   | 1 - 1 | Ajaccio           | Parc des Princes        | 18 de agosto | 21:00 |

| Monaco            | 0 - 0 | Toulouse              | Stade Louis II              | 23 de agosto | 20:30 |
| Valenciennes      | 0 - 1 | Olympique de Marsella | Stade du Hainaut            | 24 de agosto | 17:00 |
| Burdeos           | 1 - 0 | Bastia                | Stade Jacques Chaban-Delmas | 24 de agosto | 20:00 |
| Évian             | 1 - 2 | Rennes                | Parc des Sports             | 24 de agosto | 20:00 |
| Guingamp          | 2 - 0 | Lorient               | Stade du Roudourou          | 24 de agosto | 20:00 |
| Olympique de Lyon | 0 - 1 | Stade de Reims        | Stade de Gerland            | 24 de agosto | 20:00 |
| Montpellier       | 2 - 1 | Sochaux               | Stade de la Mosson          | 24 de agosto | 20:00 |
| Lille             | 1 - 0 | Saint-Étienne         | Grand Stade Lille Métropole | 25 de agosto | 14:00 |
| Ajaccio           | 0 - 0 | Niza                  | Stade François-Coty         | 25 de agosto | 17:00 |
| Nantes            | 1 - 2 | Paris Saint-Germain   | Stade de la Beaujoire       | 25 de agosto | 21:00 |

| Évian                 | 2 - 1 | Olympique de Lyon | Parc des Sports              | 31 de agosto    | 14:00 |
| Paris Saint-Germain   | 2 - 0 | Guingamp          | Parc des Princes             | 31 de agosto    | 17:00 |
| Bastia                | 2 - 1 | Toulouse          | Stade Armand Cesari          | 31 de agosto    | 20:00 |
| Lorient               | 1 - 0 | Valenciennes      | Stade du Moustoir            | 31 de agosto    | 20:00 |
| Stade de Reims        | 0 - 0 | Nantes            | Stade Auguste Delaune        | 31 de agosto    | 20:00 |
| Stade Rennes          | 0 - 0 | Lille             | Stade de la Route de Lorient | 31 de agosto    | 20:00 |
| Sochaux               | 0 - 0 | Ajaccio           | Stade Auguste Bonal          | 31 de agosto    | 20:00 |
| Saint-Étienne         | 2 - 1 | Burdeos           | Stade Geoffroy-Guichard      | 1 de septiembre | 14:00 |
| Niza                  | 2 - 2 | Montpellier       | Stade du Ray                 | 1 de septiembre | 17:00 |
| Olympique de Marsella | 1 - 2 | Monaco            | Stade Vélodrome              | 1 de septiembre | 21:00 |

| Burdeos           | 0 - 2 | Paris Saint-Germain   | Stade Jacques Chaban-Delmas | 13 de septiembre | 20:30 |
| Toulouse          | 1 - 1 | Olympique de Marsella | Stade de Toulouse           | 14 de septiembre | 17:00 |
| Ajaccio           | 2 - 3 | Évian                 | Stade François-Coty         | 14 de septiembre | 20:00 |
| Guingamp          | 1 - 1 | Bastia                | Stade du Roudourou          | 14 de septiembre | 20:00 |
| Montpellier       | 0 - 0 | Stade de Reims        | Stade de la Mosson          | 14 de septiembre | 20:00 |
| Nantes            | 1 - 0 | Sochaux               | Stade de la Beaujoire       | 14 de septiembre | 20:00 |
| Valenciennes      | 1 - 3 | Saint-Étienne         | Stade du Hainaut            | 14 de septiembre | 20:00 |
| Monaco            | 1 - 0 | Lorient               | Stade Louis II              | 15 de septiembre | 14:00 |
| Lille             | 0 - 2 | Nice                  | Grand Stade Lille Métropole | 15 de septiembre | 17:00 |
| Olympique de Lyon | 0 - 0 | Stade Rennes          | Stade de Gerland            | 15 de septiembre | 21:00 |

| Saint-Étienne       | 1 - 2 | Toulouse              | Stade Geoffroy-Guichard      | 20 de septiembre | 20:30 |
| Bastia              | 0 - 0 | Olympique de Marsella | Stade Armand Cesari          | 21 de septiembre | 17:00 |
| Évian               | 2 - 2 | Montpellier           | Parc des Sports              | 21 de septiembre | 20:00 |
| Stade de Reims      | 1 - 1 | Guingamp              | Stade Auguste Delaune        | 21 de septiembre | 20:00 |
| Stade Rennes        | 2 - 0 | Ajaccio               | Stade de la Route de Lorient | 21 de septiembre | 20:00 |
| Sochaux             | 0 - 2 | Lille                 | Stade Auguste Bonal          | 21 de septiembre | 20:00 |
| Lorient             | 3 - 3 | Burdeos               | Stade du Moustoir            | 22 de septiembre | 14:00 |
| Olympique de Lyon   | 3 - 1 | Nantes                | Stade de Gerland             | 22 de septiembre | 17:00 |
| Nice                | 4 - 0 | Valenciennes          | Stade du Ray                 | 22 de septiembre | 17:00 |
| Paris Saint-Germain | 1 - 1 | Monaco                | Parc des Princes             | 22 de septiembre | 21:00 |

| Lille                 | 3 - 0 | Évian               | Grand Stade Lille Métropole | 24 de septiembre | 19:00 |
| Olympique de Marsella | 2 - 1 | Saint-Étienne       | Stade Vélodrome             | 24 de septiembre | 21:00 |
| Ajaccio               | 2 - 1 | Olympique de Lyon   | Stade François-Coty         | 25 de septiembre | 19:00 |
| Burdeos               | 0 - 0 | Stade de Reims      | Stade Chaban-Delmas         | 25 de septiembre | 19:00 |
| Guingamp              | 5 - 1 | Sochaux             | Stade du Roudourou          | 25 de septiembre | 19:00 |
| Nantes                | 2 - 0 | Niza                | Stade de la Beaujoire       | 25 de septiembre | 19:00 |
| Toulouse              | 1 - 0 | Lorient             | Stade de Toulouse           | 25 de septiembre | 19:00 |
| Valenciennes          | 0 - 1 | Paris Saint-Germain | Stade du Hainaut            | 25 de septiembre | 19:00 |
| Monaco                | 3 - 0 | Bastia              | Stade Louis II              | 25 de septiembre | 21:00 |
| Montpellier           | 0 - 0 | Stade Rennes        | Stade de la Mosson          | 26 de septiembre | 21:00 |

| Lorient             | 0 - 2 | Olympique de Marsella | Stade du Moustoir            | 28 de septiembre | 14:00 |
| París Saint-Germain | 2 - 0 | Toulouse              | Parc des Princes             | 28 de septiembre | 17:00 |
| Évian               | 1 - 1 | Burdeos               | Parc des Sports              | 28 de septiembre | 20:00 |
| Olympique de Lyon   | 0 - 0 | Lille                 | Stade de Gerland             | 28 de septiembre | 20:00 |
| Nice                | 1 - 0 | Guingamp              | Stade du Ray                 | 28 de septiembre | 20:00 |
| Saint-Étienne       | 2 - 2 | Bastia                | Stade Geoffroy-Guichard      | 28 de septiembre | 20:00 |
| Sochaux             | 2 - 0 | Valenciennes          | Stade Auguste Bonal          | 28 de septiembre | 20:00 |
| Stade Rennes        | 1 - 3 | Nantes                | Stade de la Route de Lorient | 29 de septiembre | 14:00 |
| Ajaccio             | 1 - 1 | Montpellier           | Stade François-Coty          | 29 de septiembre | 17:00 |
| Stade de Reims      | 1 - 1 | Monaco                | Stade Auguste Delaune        | 29 de septiembre | 21:00 |

| Bastia                | 4 - 1 | Lorient             | Stade Armand Cesari         | 4 de octubre | 20:30 |
| Monaco                | 2 - 1 | Saint-Étienne       | Stade Louis II              | 5 de octubre | 17:00 |
| Guingamp              | 2 - 0 | Stade Rennes        | Stade du Roudourou          | 5 de octubre | 20:00 |
| Lille                 | 3 - 0 | Ajaccio             | Grand Stade Lille Métropole | 5 de octubre | 20:00 |
| Nantes                | 3 - 0 | Évian               | Stade de la Beaujoire       | 5 de octubre | 20:00 |
| Toulouse              | 1 - 0 | Niza                | Stadium Municipal           | 5 de octubre | 20:00 |
| Valenciennes          | 1 - 1 | Stade de Reims      | Stade du Hainaut            | 5 de octubre | 20:00 |
| Montpellier           | 5 - 1 | Olympique de Lyon   | Stade de la Mosson          | 6 de octubre | 14:00 |
| Burdeos               | 4 - 1 | Sochaux             | Stade Chaban-Delmas         | 6 de octubre | 17:00 |
| Olympique de Marsella | 1 - 2 | Paris Saint-Germain | Stade Vélodrome             | 6 de octubre | 21:00 |

| Nice                | 1 - 0 | Olympique de Marsella | Allianz Riviera              | 18 de octubre | 20:30 |
| Stade de Reims      | 1 - 2 | Toulouse              | Stade Auguste Delaune        | 18 de octubre | 20:30 |
| Paris Saint-Germain | 4 - 0 | Bastia                | Parc des Princes             | 19 de octubre | 17:00 |
| Ajaccio             | 0 - 1 | Nantes                | Stade François-Coty          | 19 de octubre | 20:00 |
| Évian               | 1 - 2 | Guingamp              | Parc des Sports              | 19 de octubre | 20:00 |
| Montpellier         | 0 - 1 | Lille                 | Stade de la Mosson           | 19 de octubre | 20:00 |
| Stade Rennes        | 2 - 2 | Valenciennes          | Stade de la Route de Lorient | 19 de octubre | 20:00 |
| Sochaux             | 2 - 2 | Monaco                | Stade Auguste Bonal          | 20 de octubre | 14:00 |
| Saint-Étienne       | 3 - 2 | Lorient               | Stade Geoffroy-Guichard      | 20 de octubre | 17:00 |
| Olympique de Lyon   | 1 - 1 | Burdeos               | Stade de Gerland             | 20 de octubre | 21:00 |

| Nantes                | 0 - 1 | Lille               | Stade de la Beaujoire   | 25 de octubre | 20:30 |
| Olympique de Marsella | 2 - 3 | Stade de Reims      | Stade Vélodrome         | 26 de octubre | 17:00 |
| Bastia                | 1 - 0 | Niza                | Stade Armand Cesari     | 26 de octubre | 20:00 |
| Guingamp              | 2 - 1 | Ajaccio             | Stade du Roudourou      | 26 de octubre | 20:00 |
| Lorient               | 2 - 1 | Sochaux             | Stade du Moustoir       | 26 de octubre | 20:00 |
| Toulouse              | 0 - 5 | Stade Rennes        | Stade de Toulouse       | 26 de octubre | 20:00 |
| Valenciennes          | 0 - 1 | Évian               | Stade du Hainaut        | 26 de octubre | 20:00 |
| Burdeos               | 2 - 0 | Montpellier         | Stade Chaban-Delmas     | 27 de octubre | 14:00 |
| Monaco                | 2 - 1 | Olympique de Lyon   | Stade Louis II          | 27 de octubre | 17:00 |
| Saint-Étienne         | 2 - 2 | París Saint-Germain | Stade Geoffroy-Guichard | 27 de octubre | 21:00 |

| París Saint-Germain | 4 - 0 | Lorient               | Parc des Princes             | 1 de noviembre | 20:30 |
| Stade Rennes        | 1 - 1 | Olympique de Marsella | Stade de la Route de Lorient | 2 de noviembre | 17:00 |
| Ajaccio             | 1 - 3 | Valenciennes          | Stade François-Coty          | 2 de noviembre | 20:00 |
| Évian               | 2 - 1 | Toulouse              | Parc des Sports              | 2 de noviembre | 20:00 |
| Olympique de Lyon   | 2 - 0 | Guingamp              | Stade de Gerland             | 2 de noviembre | 20:00 |
| Stade de Reims      | 4 - 2 | Bastia                | Stade Auguste Delaune        | 2 de noviembre | 20:00 |
| Sochaux             | 0 - 0 | Saint-Étienne         | Stade Auguste Bonal          | 2 de noviembre | 20:00 |
| Niza                | 1 - 2 | Burdeos               | Allianz Riviera              | 3 de noviembre | 14:00 |
| Montpellier         | 1 - 1 | Nantes                | Stade de la Mosson           | 3 de noviembre | 17:00 |
| Lille               | 2 - 0 | Monaco                | Grand Stade Lille Métropole  | 3 de noviembre | 21:00 |

| Mónaco                | 1 - 1 | Évian             | Stade Louis II          | 8 de noviembre  | 20:30 |
| París Saint-Germain   | 3 - 1 | Niza              | Parc des Princes        | 9 de noviembre  | 17:00 |
| Bastia                | 1 - 0 | Stade Rennes      | Stade Armand Cesari     | 9 de noviembre  | 20:00 |
| Guingamp              | 0 - 0 | Lille             | Stade du Roudourou      | 9 de noviembre  | 20:00 |
| Lorient               | 0 - 0 | Stade de Reims    | Stade du Moustoir       | 9 de noviembre  | 20:00 |
| Toulouse              | 1 - 1 | Ajaccio           | Stadium Municipal       | 9 de noviembre  | 20:00 |
| Valenciennes          | 1 - 1 | Montpellier       | Stade du Hainaut        | 9 de noviembre  | 20:00 |
| Burdeos               | 0 - 3 | Nantes            | Stade Chaban-Delmas     | 10 de noviembre | 14:00 |
| Olympique de Marsella | 2 - 1 | Sochaux           | Stade Vélodrome         | 10 de noviembre | 17:00 |
| Saint-Étienne         | 1 - 2 | Olympique de Lyon | Stade Geoffroy-Guichard | 10 de noviembre | 21:00 |

| Ajaccio           | 1 - 3 | Olympique de Marsella | Stade François-Coty          | 22 de noviembre | 20:30 |
| Stade de Reims    | 0 - 3 | París Saint-Germain   | Stade Auguste Delaune        | 23 de noviembre | 17:00 |
| Évian             | 0 - 4 | Lorient               | Parc des Sports              | 23 de noviembre | 20:00 |
| Montpellier       | 1 - 1 | Guingamp              | Stade de la Mosson           | 23 de noviembre | 20:00 |
| Olympique de Lyon | 1 - 1 | Valenciennes          | Stade de Gerland             | 23 de noviembre | 20:00 |
| Stade Rennes      | 1 - 1 | Burdeos               | Stade de la Route de Lorient | 23 de noviembre | 20:00 |
| Sochaux           | 1 - 1 | Bastia                | Stade Auguste Bonal          | 23 de noviembre | 20:00 |
| Lille             | 1 - 0 | Toulouse              | Grand Stade Lille Métropole  | 24 de noviembre | 14:00 |
| Niza              | 0 - 1 | Saint-Étienne         | Allianz Riviera              | 24 de noviembre | 17:00 |
| Nantes            | 0 - 1 | Monaco                | Stade de la Beaujoire        | 24 de noviembre | 21:00 |

| Olympique de Marsella | 2 - 0 | Montpellier       | Stade Vélodrome         | 29 de noviembre | 20:30 |
| Saint-Étienne         | 4 - 0 | Stade de Reims    | Stade Geoffroy-Guichard | 30 de noviembre | 15:00 |
| Monaco                | 2 - 0 | Stade Rennes      | Stade Louis II          | 30 de noviembre | 17:00 |
| Guingamp              | 1 - 0 | Nantes            | Stade du Roudourou      | 30 de noviembre | 20:00 |
| Lorient               | 3 - 0 | Niza              | Stade du Moustoir       | 30 de noviembre | 20:00 |
| Toulouse              | 5 - 1 | Sochaux           | Stadium Municipal       | 30 de noviembre | 20:00 |
| Valenciennes          | 0 - 1 | Lille             | Stade du Hainaut        | 30 de noviembre | 20:00 |
| Burdeos               | 4 - 0 | Ajaccio           | Parc des Princes        | 1 de diciembre  | 14:00 |
| Bastia                | 2 - 0 | Évian             | Stade Armand Cesari     | 1 de diciembre  | 17:00 |
| París Saint-Germain   | 4 - 0 | Olympique de Lyon | Parc des Princes        | 1 de diciembre  | 21:00 |

| Lille             | 1 - 0 | Olympique de Marsella | Grand Stade Lille Métropole  | 3 de diciembre | 19:00 |
| Nantes            | 2 - 1 | Valenciennes          | Stade de la Beaujoire        | 3 de diciembre | 19:00 |
| Niza              | 0 - 3 | Monaco                | Allianz Riviera              | 3 de diciembre | 21:00 |
| Ajaccio           | 1 - 1 | Bastia                | Stade François-Coty          | 4 de diciembre | 19:00 |
| Guingamp          | 0 - 1 | Burdeos               | Stade du Roudourou           | 4 de diciembre | 19:00 |
| Montpellier       | 0 - 2 | Lorient               | Stade de la Mosson           | 4 de diciembre | 19:00 |
| Stade Rennes      | 3 - 1 | Saint-Étienne         | Stade de la Route de Lorient | 4 de diciembre | 19:00 |
| Sochaux           | 0 - 2 | Stade de Reims        | Stade Auguste Bonal          | 4 de diciembre | 19:00 |
| Évian             | 2 - 0 | París Saint-Germain   | Parc des Sports              | 4 de diciembre | 21:00 |
| Olympique de Lyon | 1 - 1 | Toulouse              | Stade de Gerland             | 5 de diciembre | 21:00 |

| Olympique de Marsella | 0 - 1 | Nantes            | Stade Vélodrome         | 6 de diciembre | 20:30 |
| París Saint-Germain   | 5 - 0 | Sochaux           | Parc des Princes        | 7 de diciembre | 17:00 |
| Lorient               | 2 - 0 | Stade Rennes      | Stade du Moustoir       | 7 de diciembre | 20:00 |
| Stade de Reims        | 1 - 0 | Niza              | Stade Auguste Delaune   | 7 de diciembre | 20:00 |
| Valenciennes          | 1 - 1 | Guingamp          | Stade du Hainaut        | 7 de diciembre | 20:00 |
| Burdeos               | 1 - 0 | Lille             | Stade Chaban-Delmas     | 8 de diciembre | 14:00 |
| Bastia                | 1 - 3 | Olympique de Lyon | Stade Armand Cesari     | 8 de diciembre | 17:00 |
| Toulouse              | 1 - 1 | Montpellier       | Stadium Municipal       | 8 de diciembre | 17:00 |
| Monaco                | 1 - 0 | Ajaccio           | Stade Louis II          | 8 de diciembre | 21:00 |
| Saint-Étienne         | 1 - 0 | Évian             | Stade Geoffroy-Guichard | 8 de enero     | 20:45 |

| Montpellier       | 0 - 1 | Saint-Étienne         | Stade de la Mosson           | 13 de diciembre | 20:30 |
| Stade Rennes      | 1 - 3 | París Saint-Germain   | Stade de la Route de Lorient | 14 de diciembre | 17:00 |
| Ajaccio           | 1 - 2 | Lorient               | Stade François-Coty          | 14 de diciembre | 20:00 |
| Évian             | 1 - 1 | Stade de Reims        | Parc des Sports              | 14 de diciembre | 20:00 |
| Guingamp          | 0 - 2 | Monaco                | Stade du Roudourou           | 14 de diciembre | 20:00 |
| Nantes            | 1 - 2 | Toulouse              | Stade de la Beaujoire        | 14 de diciembre | 20:00 |
| Nice              | 1 - 0 | Sochaux               | Allianz Riviera              | 14 de diciembre | 20:00 |
| Burdeos           | 2 - 1 | Valenciennes          | Stade Chaban-Delmas          | 15 de diciembre | 14:00 |
| Lille             | 2 - 1 | Bastia                | Grand Stade Lille Métropole  | 15 de diciembre | 17:00 |
| Olympique de Lyon | 2 - 2 | Olympique de Marsella | Stade de Gerland             | 15 de diciembre | 21:00 |

| Mónaco                | 1 - 2 | Valenciennes      | Stade Louis II          | 20 de diciembre | 20:30 |
| Saint-Étienne         | 2 - 0 | Nantes            | Stade Geoffroy-Guichard | 21 de diciembre | 17:00 |
| Bastia                | 0 - 0 | Montpellier       | Stade Armand Cesari     | 21 de diciembre | 20:00 |
| Nice                  | 3 - 1 | Evian             | Allianz Riviera         | 21 de diciembre | 20:00 |
| Stade de Reims        | 4 - 1 | Ajaccio           | Stade Auguste Delaune   | 21 de diciembre | 20:00 |
| Sochaux               | 2 - 1 | Stade Rennes      | Stade Auguste Bonal     | 21 de diciembre | 20:00 |
| Toulouse              | 0 - 0 | Guingamp          | Stadium Municipal       | 21 de diciembre | 20:00 |
| Olympique de Marsella | 2 - 2 | Burdeos           | Stade Vélodrome         | 22 de diciembre | 14:00 |
| Lorient               | 2 - 2 | Olympique de Lyon | Stade du Moustoir       | 22 de diciembre | 17:00 |
| París Saint-Germain   | 2 - 2 | Lille             | Parc des Princes        | 22 de diciembre | 21:00 |

### Segunda rueda
| Montpellier       | 1 - 1 | Mónaco                | Stade de la Mosson           | 10 de enero | 20:30 |
| Ajaccio           | 1 - 2 | París Saint-Germain   | Stade François-Coty          | 11 de enero | 17:00 |
| Burdeos           | 0 - 1 | Toulouse              | Stade Jacques Chaban-Delmas  | 11 de enero | 20:00 |
| Guingamp          | 0 - 0 | Saint-Étienne         | Stade du Roudourou           | 11 de enero | 20:00 |
| Olympique de Lyon | 2 - 0 | Sochaux               | Stade de Gerland             | 11 de enero | 20:00 |
| Stade Rennes      | 0 - 0 | Niza                  | Stade de la Route de Lorient | 11 de enero | 20:00 |
| Valenciennes      | 3 - 2 | Bastia                | Stade Armand Cesari          | 11 de enero | 20:00 |
| Nantes            | 1 - 0 | Lorient               | Stade de la Beaujoire        | 12 de enero | 14:00 |
| Évian             | 1 - 2 | Olympique de Marsella | Parc des Sports              | 12 de enero | 17:00 |
| Lille             | 1 - 2 | Stade de Reims        | Grand Stade Lille Métropole  | 12 de enero | 21:00 |

| Saint-Étienne         | 2 - 0 | Lille             | Stade Geoffroy-Guichard      | 17 de enero | 20:30 |
| Bastia                | 1 - 0 | Burdeos           | Stade Armand Cesari          | 18 de enero | 20:00 |
| Lorient               | 2 - 0 | Guingamp          | Stade du Moustoir            | 18 de enero | 20:00 |
| Nice                  | 2 - 0 | Ajaccio           | Allianz Riviera              | 18 de enero | 20:00 |
| Stade Rennes          | 0 - 0 | Évian             | Stade de la Route de Lorient | 18 de enero | 20:00 |
| Sochaux               | 0 - 2 | Montpellier       | Stade Auguste Bonal          | 18 de enero | 20:00 |
| Stade de Reims        | 0 - 2 | Olympique de Lyon | Stade Auguste Delaune        | 19 de enero | 14:00 |
| Toulouse              | 0 - 2 | Monaco            | Stadium Municipal            | 19 de enero | 17:00 |
| París Saint-Germain   | 5 - 0 | Nantes            | Parc des Princes             | 19 de enero | 21:00 |
| Olympique de Marsella | 2 - 1 | Valenciennes      | Stade Vélodrome              | 29 de enero | 19:00 |

| Lille             | 1 - 1 | Stade Rennes          | Grand Stade Lille Métropole | 24 de enero   | 20:30 |
| Guingamp          | 1 - 1 | París Saint-Germain   | Stade du Roudourou          | 25 de enero   | 17:00 |
| Ajaccio           | 1 - 1 | Sochaux               | Stade François-Coty         | 25 de enero   | 20:00 |
| Montpellier       | 3 - 1 | Niza                  | Stade de la Mosson          | 25 de enero   | 20:00 |
| Nantes            | 0 - 0 | Stade de Reims        | Stade de la Beaujoire       | 25 de enero   | 20:00 |
| Valenciennes      | 1 - 1 | Lorient               | Stade du Hainaut            | 25 de enero   | 20:00 |
| Olympique de Lyon | 3 - 0 | Évian                 | Stade de Gerland            | 26 de enero   | 14:00 |
| Burdeos           | 2 - 0 | Saint-Étienne         | Stade Chaban-Delmas         | 26 de enero   | 17:00 |
| Monaco            | 2 - 0 | Olympique de Marsella | Stade Louis II              | 26 de enero   | 21:00 |
| Toulouse          | 1 - 3 | Bastia                | Stade de Toulouse           | 11 de febrero | 20:30 |

| París Saint-Germain   | 2 - 0 | Burdeos           | Parc des Princes             | 31 de enero  | 20:30 |
| Lorient               | 2 - 2 | Mónaco            | Stade du Moustoir            | 1 de febrero | 16:30 |
| Bastia                | 3 - 2 | Guingamp          | Stade Armand Cesari          | 1 de febrero | 20:00 |
| Évian                 | 1 - 1 | Ajaccio           | Parc des Sports              | 1 de febrero | 20:00 |
| Stade de Reims        | 2 - 4 | Montpellier       | Stade Auguste Delaune        | 1 de febrero | 20:00 |
| Saint-Étienne         | 3 - 0 | Valenciennes      | Stade Geoffroy-Guichard      | 1 de febrero | 20:00 |
| Sochaux               | 1 - 0 | Nantes            | Stade Auguste Bonal          | 1 de febrero | 20:00 |
| Nice                  | 1 - 0 | Lille             | Allianz Riviera              | 2 de febrero | 14:00 |
| Stade Rennes          | 2 - 0 | Olympique de Lyon | Stade de la Route de Lorient | 2 de febrero | 17:00 |
| Olympique de Marsella | 2 - 2 | Toulouse          | Stade Vélodrome              | 2 de febrero | 21:00 |

| Toulouse              | 0 - 0 | Saint-Étienne       | Stadium Municipal           | 7 de febrero  | 20:30 |
| Olympique de Marsella | 3 - 0 | Bastia              | Stade Vélodrome             | 8 de febrero  | 17:00 |
| Ajaccio               | 3 - 1 | Stade Rennes        | Stade François-Coty         | 8 de febrero  | 20:00 |
| Guingamp              | 1 - 2 | Stade de Reims      | Stade du Roudourou          | 8 de febrero  | 20:00 |
| Lille                 | 2 - 0 | Sochaux             | Grand Stade Lille Métropole | 8 de febrero  | 20:00 |
| Montpellier           | 1 - 1 | Évian               | Stade de la Mosson          | 8 de febrero  | 20:00 |
| Valenciennes          | 2 - 1 | Niza                | Stade du Hainaut            | 8 de febrero  | 20:00 |
| Nantes                | 1 - 2 | Olympique de Lyon   | Stade de la Beaujoire       | 9 de febrero  | 14:00 |
| Monaco                | 1 - 1 | París Saint-Germain | Stade Louis II              | 9 de febrero  | 21:00 |
| Burdeos               | 3 - 2 | Lorient             | Stade Chaban-Delmas         | 25 de febrero | 18:30 |

| París Saint-Germain | 3 - 0 | Valenciennes          | Parc des Princes             | 14 de febrero | 20:30 |
| Bastia              | 0 - 2 | Monaco                | Stade Armand Cesari          | 15 de febrero | 17:00 |
| Lorient             | 1 - 3 | Toulouse              | Stade du Moustoir            | 15 de febrero | 20:00 |
| Niza                | 0 - 0 | Nantes                | Allianz Riviera              | 15 de febrero | 20:00 |
| Stade de Reims      | 1 - 0 | Burdeos               | Stade Auguste Delaune        | 15 de febrero | 20:00 |
| Stade Rennes        | 2 - 2 | Montpellier           | Stade de la Route de Lorient | 15 de febrero | 20:00 |
| Sochaux             | 1 - 0 | Guingamp              | Stade Auguste Bonal          | 15 de febrero | 20:00 |
| Olympique de Lyon   | 3 - 1 | Ajaccio               | Stade de Gerland             | 16 de febrero | 14:00 |
| Évian               | 2 - 2 | Lille                 | Parc des Sports              | 16 de febrero | 17:00 |
| Saint-Étienne       | 1 - 1 | Olympique de Marsella | Stade Geoffroy-Guichard      | 16 de febrero | 21:00 |

| Monaco                | 3 - 2 | Stade de Reims      | Stade Louis II              | 21 de febrero | 20:30 |
| Olympique de Marsella | 1 - 0 | Lorient             | Stade Vélodrome             | 22 de febrero | 17:00 |
| Bastia                | 0 - 2 | Saint-Étienne       | Stade Armand Cesari         | 22 de febrero | 20:00 |
| Burdeos               | 2 - 1 | Évian               | Stade Chaban-Delmas         | 22 de febrero | 20:00 |
| Guingamp              | 1 - 0 | Niza                | Stade du Roudourou          | 22 de febrero | 20:00 |
| Montpellier           | 2 - 0 | Ajaccio             | Stade de la Mosson          | 22 de febrero | 20:00 |
| Valenciennes          | 2 - 2 | Sochaux             | Stade du Hainaut            | 22 de febrero | 20:00 |
| Toulouse              | 2 - 4 | París Saint-Germain | Stadium Municipal           | 23 de febrero | 14:00 |
| Nantes                | 0 - 3 | Stade Rennes        | Stade de la Beaujoire       | 23 de febrero | 17:00 |
| Lille                 | 0 - 0 | Olympique de Lyon   | Grand Stade Lille Métropole | 23 de febrero | 21:00 |

| Évian               | 2 - 0 | Nantes                | Parc des Sports              | 28 de febrero | 20:30 |
| Saint-Étienne       | 2 - 0 | Mónaco                | Stade Geoffroy-Guichard      | 1 de marzo    | 17:00 |
| Lorient             | 1 - 1 | Bastia                | Stade du Moustoir            | 1 de marzo    | 20:00 |
| Niza                | 0 - 2 | Toulouse              | Allianz Riviera              | 1 de marzo    | 20:00 |
| Stade de Reims      | 3 - 1 | Valenciennes          | Stade Auguste Delaune        | 1 de marzo    | 20:00 |
| Stade Rennes        | 0 - 2 | Guingamp              | Stade de la Route de Lorient | 1 de marzo    | 20:00 |
| Sochaux             | 2 - 0 | Burdeos               | Stade Auguste Bonal          | 1 de marzo    | 20:00 |
| Ajaccio             | 2 - 3 | Lille                 | Stade François-Coty          | 2 de marzo    | 14:00 |
| Olympique de Lyon   | 0 - 0 | Montpellier           | Stade de Gerland             | 2 de marzo    | 17:00 |
| París Saint-Germain | 2 - 0 | Olympique de Marsella | Parc des Princes             | 2 de marzo    | 21:00 |

| Olympique de Marsella | 0 - 1 | Nice                | Stade Vélodrome             | 7 de marzo | 20:30 |
| Bastia                | 0 - 3 | París Saint-Germain | Stade Armand Cesari         | 8 de marzo | 16:30 |
| Guingamp              | 0 - 1 | Évian               | Stade du Roudourou          | 8 de marzo | 20:00 |
| Monaco                | 2 - 1 | Sochaux             | Stade Louis II              | 8 de marzo | 20:00 |
| Nantes                | 2 - 2 | Ajaccio             | Stade de la Beaujoire       | 8 de marzo | 20:00 |
| Toulouse              | 3 - 2 | Stade de Reims      | Stadium Municipal           | 8 de marzo | 20:00 |
| Valenciennes          | 2 - 1 | Stade Rennes        | Stade du Hainaut            | 8 de marzo | 20:00 |
| Lille                 | 2 - 0 | Montpellier         | Grand Stade Lille Métropole | 9 de marzo | 14:00 |
| Lorient               | 1 - 0 | Saint-Étienne       | Stade du Moustoir           | 9 de marzo | 17:00 |
| Burdeos               | 1 - 2 | Olympique de Lyon   | Stade Chaban-Delmas         | 9 de marzo | 21:00 |

| Stade de Reims      | 1 - 1 | Olympique de Marsella | Auguste Delaune              | 14 de marzo | 20:30 |
| Lille               | 0 - 0 | Nantes                | Grand Stade Lille Métropole  | 15 de marzo | 16:30 |
| Ajaccio             | 1 - 2 | Guingamp              | Stade François-Coty          | 15 de marzo | 20:00 |
| Évian               | 0 - 1 | Valenciennes          | Parc des Sports              | 15 de marzo | 20:00 |
| Nice                | 2 - 0 | Bastia                | Allianz Arena                | 15 de marzo | 20:00 |
| Stade Rennes        | 2 - 3 | Toulouse              | Stade de la Route de Lorient | 15 de marzo | 20:00 |
| Sochaux             | 2 - 0 | Lorient               | Stade Auguste Bonal          | 15 de marzo | 20:00 |
| Montpellier         | 1 - 1 | Burdeos               | Stade de la Mosson           | 16 de marzo | 14:00 |
| Olympique de Lyon   | 2 - 3 | Monaco                | Stade de Gerland             | 16 de marzo | 17:00 |
| París Saint-Germain | 2 - 0 | Saint-Étienne         | Parc des Princes             | 16 de marzo | 21:00 |

| Lorient               | 0 - 1 | París Saint-Germain | Stade du Moustoir       | 21 de marzo | 20:30 |
| Olympique de Marsella | 0 - 1 | Stade Rennes        | Stade Vélodrome         | 22 de marzo | 17:00 |
| Bastia                | 2 - 0 | Stade de Reims      | Stade Armand Cesari     | 22 de marzo | 20:00 |
| Burdeos               | 1 - 1 | Niza                | Stade Chaban-Delmas     | 22 de marzo | 20:00 |
| Nantes                | 2 - 1 | Montpellier         | Stade de la Beaujoire   | 22 de marzo | 20:00 |
| Toulouse              | 1 - 1 | Évian               | Stadium Municipal       | 22 de marzo | 20:00 |
| Valenciennes          | 2 - 3 | Ajaccio             | Stade du Hainaut        | 22 de marzo | 20:00 |
| Saint-Étienne         | 3 - 1 | Sochaux             | Stade Geoffroy-Guichard | 23 de marzo | 14:00 |
| Guingamp              | 0 - 1 | Olympique de Lyon   | Stade du Roudorou       | 23 de marzo | 17:00 |
| Mónaco                | 1 - 1 | Lille               | Stade Louis II          | 23 de marzo | 21:00 |

| Niza              | 0 - 1 | París Saint-Germain   | Allianz Riviera              | 28 de marzo | 20:30 |
| Sochaux           | 1 - 1 | Olympique de Marsella | Stade Auguste Bonal          | 29 de marzo | 17:00 |
| Évian             | 1 - 0 | Mónaco                | Parc des Sports              | 29 de marzo | 20:00 |
| Ajaccio           | 2 - 2 | Toulouse              | Stade François Coty          | 29 de marzo | 20:00 |
| Montpellier       | 0 - 0 | Valenciennes          | Stade de la Mosson           | 29 de marzo | 20:00 |
| Nantes            | 0 - 0 | Burdeos               | Stade de la Beaujoire        | 29 de marzo | 20:00 |
| Stade de Reims    | 1 - 1 | Lorient               | Stade Aguste Delaune         | 29 de marzo | 20:00 |
| Stade Rennes      | 3 - 0 | Bastia                | Stade de la Route de Lorient | 30 de marzo | 14:00 |
| Lille             | 1 - 0 | Guingamp              | Grand Stade Lille Métropole  | 30 de marzo | 17:00 |
| Olympique de Lyon | 1 - 2 | Saint-Étienne         | Stade de Gerland             | 30 de marzo | 21:00 |

| Olympique de Marsella | 3 - 1 | Ajaccio           | Stade Vélodrome         | 4 de abril | 20:30 |
| París Saint-Germain   | 3 - 0 | Stade de Reims    | Parc des Princes        | 5 de abril | 17:00 |
| Bastia                | 2 - 2 | Sochaux           | Stade Armand Cesari     | 5 de abril | 20:00 |
| Burdeos               | 2 - 2 | Stade Rennes      | Stade Chaban-Delmas     | 5 de abril | 20:00 |
| Guingamp              | 1 - 2 | Montpellier       | Stade du Roudorou       | 5 de abril | 20:00 |
| Lorient               | 1 - 1 | Évian             | Stade du Moustoir       | 5 de abril | 20:00 |
| Toulouse              | 1 - 2 | Lille             | Stadium Municipal       | 5 de abril | 20:00 |
| Saint-Étienne         | 1 - 1 | Niza              | Stade Geoffroy-Guichard | 6 de abril | 14:00 |
| Valenciennes          | 1 - 2 | Olympique de Lyon | Stade du Hainaut        | 6 de abril | 17:00 |
| Monaco                | 3 - 1 | Nantes            | Stade Louis II          | 6 de abril | 21:00 |

| Montpellier       | 2 - 3 | Olympique de Marsella | Stade de la Mosson           | 11 de abril | 20:30 |
| Lille             | 1 - 0 | Valenciennes          | Grand Stade Lille Métropole  | 12 de abril | 17:00 |
| Ajaccio           | 1 - 1 | Burdeos               | Stade François Coty          | 12 de abril | 20:00 |
| Évian             | 2 - 1 | Bastia                | Parc des Sports              | 12 de abril | 20:00 |
| Niza              | 1 - 2 | Lorient               | Allianz Riviera              | 12 de abril | 20:00 |
| Stade Rennes      | 0 - 1 | Monaco                | Stade de la Route de Lorient | 12 de abril | 20:00 |
| Sochaux           | 2 - 0 | Toulouse              | Stade Auguste Bonal          | 12 de abril | 20:00 |
| Nantes            | 1 - 0 | Guingamp              | Stade de la Beaujoire        | 13 de abril | 14:00 |
| Stade de Reims    | 2 - 2 | Saint-Étienne         | Stade Auguste Delaune        | 13 de abril | 17:00 |
| Olympique de Lyon | 1 - 0 | París Saint-Germain   | Stade de Gerland             | 13 de abril | 21:00 |

| Saint-Étienne         | 0 - 0 | Stade Rennes      | Stade Geoffroy-Guichard | 18 de abril | 20:30 |
| Monaco                | 1 - 0 | Niza              | Stade Louis II          | 20 de abril | 14:00 |
| Bastia                | 2 - 1 | Ajaccio           | Stade Armand Cesari     | 20 de abril | 17:00 |
| Burdeos               | 5 - 1 | Guingamp          | Stade Chaban-Delmas     | 20 de abril | 17:00 |
| Lorient               | 4 - 4 | Montpellier       | Stade du Moustoir       | 20 de abril | 17:00 |
| Stade de Reims        | 0 - 1 | Sochaux           | Stade Auguste Delaune   | 20 de abril | 17:00 |
| Valenciennes          | 2 - 6 | Nantes            | Stade du Hainaut        | 20 de abril | 17:00 |
| Olympique de Marsella | 0 - 0 | Lille             | Stade Vélodrome         | 20 de abril | 21:00 |
| París Saint-Germain   | 1 - 0 | Évian             | Parc des Princes        | 23 de abril | 18:30 |
| Toulouse              | 0 - 0 | Olympique de Lyon | Stadium Municipal       | 23 de abril | 18:30 |

| Nantes            | 1 - 1 | Olympique de Marsella | Stade de la Beaujoire        | 25 de abril | 20:30 |
| Ajaccio           | 1 - 4 | Monaco                | Stade François-Coty          | 26 de abril | 17:00 |
| Évian             | 1 - 2 | Saint-Étienne         | Parc des Sports              | 26 de abril | 20:00 |
| Guingamp          | 1 - 0 | Valenciennes          | Stade du Roudourou           | 26 de abril | 20:00 |
| Montpellier       | 2 - 1 | Toulouse              | Stade de la Mosson           | 26 de abril | 20:00 |
| Nice              | 1 - 0 | Stade de Reims        | Allianz Riviera              | 26 de abril | 20:00 |
| Stade Rennes      | 1 - 1 | Lorient               | Stade de la Route de Lorient | 26 de abril | 20:00 |
| Sochaux           | 1 - 1 | París Saint-Germain   | Stade Auguste Bonal          | 27 de abril | 14:00 |
| Olympique de Lyon | 4 - 1 | Bastia                | Stade de Gerland             | 27 de abril | 17:00 |
| Lille             | 2 - 1 | Burdeos               | Grand Stade Lille Métropole  | 27 de abril | 21:00 |

| Bastia                  | 1 - 1 | Lille             | Stade Armand Cesari     | 2 de mayo | 20:30 |
| Saint-Étienne           | 2 - 0 | Montpellier       | Stade Geoffroy-Guichard | 4 de mayo | 14:00 |
| Lorient                 | 1 - 0 | Ajaccio           | Stade du Moustoir       | 4 de mayo | 17:00 |
| Stade de Reims          | 1 - 0 | Évian             | Stade Auguste Delaune   | 4 de mayo | 17:00 |
| Sochaux                 | 2 - 0 | Niza              | Stade Auguste Bonal     | 4 de mayo | 17:00 |
| Toulouse                | 1 - 1 | Nantes            | Stadium Municipal       | 4 de mayo | 17:00 |
| Valenciennes            | 0 - 1 | Burdeos           | Stade du Hainaut        | 4 de mayo | 17:00 |
| Olympique de Marsella   | 4 - 2 | Olympique de Lyon | Stade Vélodrome         | 4 de mayo | 21:00 |
| Mónaco                  | 1 - 1 | Guingamp          | Stade Louis II          | 7 de mayo | 19:00 |
| París Saint-Germain (C) | 1 - 2 | Stade Rennes      | Parc des Princes        | 7 de mayo | 21:00 |

| Ajaccio           | 2 - 1 | Stade de Reims        | Stade François-Coty          | 10 de mayo | 21:00 |
| Burdeos           | 1 - 1 | Olympique de Marsella | Stade Chaban-Delmas          | 10 de mayo | 21:00 |
| Évian             | 2 - 0 | Niza                  | Parc des Sports              | 10 de mayo | 21:00 |
| Guingamp          | 2 - 0 | Toulouse              | Stade du Roudourou           | 10 de mayo | 21:00 |
| Lille             | 1 - 3 | París Saint-Germain   | Grand Stade Lille Métropole  | 10 de mayo | 21:00 |
| Olympique de Lyon | 0 - 1 | Lorient               | Stade de Gerland             | 10 de mayo | 21:00 |
| Montpellier       | 0 - 2 | Bastia                | Stade de la Mosson           | 10 de mayo | 21:00 |
| Nantes            | 1 - 3 | Saint-Étienne         | Stade de la Beaujoire        | 10 de mayo | 21:00 |
| Stade Rennes      | 1 - 2 | Sochaux               | Stade de la Route de Lorient | 10 de mayo | 21:00 |
| Valenciennes      | 1 - 2 | Monaco                | Stade du Hainaut             | 10 de mayo | 21:00 |

| Bastia                | 0 - 0 | Nantes            | Stade Armand Cesari     | 17 de mayo | 21:00 |
| Lorient               | 1 - 4 | Lille             | Stade du Moustoir       | 17 de mayo | 21:00 |
| Olympique de Marsella | 1 - 0 | Guingamp          | Stade Vélodrome         | 17 de mayo | 21:00 |
| Mónaco                | 1 - 1 | Burdeos           | Stade Louis II          | 17 de mayo | 21:00 |
| Niza                  | 0 - 1 | Olympique de Lyon | Allianz Riviera         | 17 de mayo | 21:00 |
| París Saint-Germain   | 4 - 0 | Montpellier       | Parc des Princes        | 17 de mayo | 21:00 |
| Stade de Reims        | 1 - 3 | Stade Rennes      | Stade Auguste Delaune   | 17 de mayo | 21:00 |
| Saint-Étienne         | 3 - 1 | Ajaccio           | Stade Geoffroy-Guichard | 17 de mayo | 21:00 |
| Sochaux               | 0 - 3 | Évian             | Stade Auguste Bonal     | 17 de mayo | 21:00 |
| Toulouse              | 3 - 1 | Valenciennes      | Stadium Municipal       | 17 de mayo | 21:00 |

## Estadísticas
| Zlatan Ibrahimović                       | París Saint-Germain   | 26 | 33 |
| Edinson Cavani                           | París Saint-Germain   | 16 | 30 |
| Vincent Aboubakar                        | Lorient               | 16 | 35 |
| André-Pierre Gignac                      | Olympique de Marsella | 16 | 35 |
| Wissam Ben Yedder                        | Toulouse              | 16 | 38 |
| Salomon Kalou                            | Lille                 | 16 | 38 |
| Alexandre Lacazette                      | Olympique de Lyon     | 15 | 36 |
| Rémy Cabella                             | Montpellier           | 14 | 37 |
| Bafetimbi Gomis                          | Olympique de Lyon     | 14 | 33 |
| Cheick Diabaté                           | Girondins de Burdeos  | 12 | 25 |
| Mevlüt Erdinç                            | Saint-Étienne         | 12 | 31 |
| Última actualización: 17 de mayo de 2014 |                       |    |    |

| Jugador                | Equipo              | Autogoles |
| ---------------------- | ------------------- | --------- |
| Anthony Weber          | Stade de Reims      | 2         |
| Aissa Mandi            | Stade de Reims      | 2         |
| Thiago Silva           | Paris Saint-Germain | 2         |
| Julian Palmieri        | Bastia              | 1         |
| Fabien Audard          | Lorient             | 1         |
| Alex                   | Paris Saint-Germain | 1         |
| Jesper Hansen          | Évian               | 1         |
| Rudy Mater             | Valenciennes        | 1         |
| Jordan Amavi           | Niza                | 1         |
| Lionel Zouma           | Sochaux             | 1         |
| Éric Abidal            | Monaco              | 1         |
| Marko Baša             | Lille               | 1         |
| Guillermo Ochoa        | Ajaccio             | 1         |
| Saliou Ciss            | Valenciennes        | 1         |
| Gary Kagelmacher       | Valenciennes        | 1         |
| Féthi Harek            | Bastia              | 1         |
| Johny Placide          | Stade de Reims      | 1         |
| Thimothée Kolodzieczak | Niza                | 1         |
| Jérémy Sorbon          | Guingamp            | 1         |
| Carl Medjani           | Valenciennes        | 1         |

| James Rodríguez                          | Monaco                | 12 | 34 |
| Zlatan Ibrahimović                       | Paris Saint-Germain   | 11 | 33 |
| Grégory Sertic                           | Burdeos               | 10 | 30 |
| Lucas Moura                              | Paris Saint-Germain   | 10 | 36 |
| Henri Bedimo                             | Olympique de Lyon     | 8  | 36 |
| Yann Jouffre                             | Lorient               | 7  | 31 |
| Johan Cavalli                            | Ajaccio               | 6  | 19 |
| Cédric Barbosa                           | Évian                 | 6  | 28 |
| João Moutinho                            | Monaco                | 6  | 31 |
| Martin Braithwaite                       | Toulouse              | 6  | 32 |
| Sergé Aurier                             | Toulouse              | 6  | 34 |
| Ryad Boudebouz                           | Bastia                | 6  | 34 |
| Mathieu Valbuena                         | Olympique de Marsella | 6  | 34 |
| Vincent Aboubakar                        | Lorient               | 6  | 35 |
| Florent Balmont                          | Lille                 | 6  | 35 |
| Última actualización: 17 de mayo de 2014 |                       |    |    |

| David Ducortioux                         | Valenciennes        | 11 | 29 |
| Serge Aurier                             | Toulouse            | 11 | 31 |
| Marco Verratti                           | Paris Saint-Germain | 10 | 28 |
| Henrique                                 | Burdeos             | 10 | 30 |
| Younousse Sankhare                       | Guingamp            | 10 | 33 |
| Jonathan Martins Pereira                 | Guingamp            | 9  | 24 |
| Grzegorz Krychowiak                      | Stade de Reims      | 9  | 28 |
| Drissa Diakité                           | Bastia              | 9  | 29 |
| Nicolas de Préville                      | Stade de Reims      | 9  | 30 |
| Simon Kjær                               | Lille               | 9  | 31 |
| Uroš Spajić                              | Toulouse            | 9  | 31 |
| Última actualización: 17 de mayo de 2014 |                     |    |    |

| Maxime Poundje                           | Burdeos           | 3 | 11 |
| Daniel Congré                            | Montpellier       | 3 | 27 |
| Yassine Jebbour                          | Montpellier       | 2 | 14 |
| Frank Beria                              | Lille             | 2 | 21 |
| Siaka Tiené                              | Montpellier       | 2 | 23 |
| Yannick Cahuzac                          | Bastia            | 2 | 23 |
| Abdelhamid El Koutari                    | Montpellier       | 2 | 26 |
| Uroš Spajić                              | Toulouse          | 2 | 28 |
| Papy Djilobodji                          | Nantes            | 2 | 28 |
| Alexandre Lacazette                      | Olympique de Lyon | 2 | 30 |
| Mustapha Diallo                          | Guingamp          | 2 | 30 |
| Última actualización: 17 de mayo de 2014 |                   |   |    |

### Trofeos UNFP
- Mejor jugador:  Zlatan Ibrahimović (PSG)
- Mejor portero:  Vincent Enyeama (Lille)
- Jugador revelación:  Marco Verratti (PSG)
- Mejor jugador joven:  James Rodríguez (A.S. Mónaco)
- Mejor entrenador:  René Girard (Lille)
- Gol más bonito:  Zlatan Ibrahimović contra el SC Bastia

- Equipo Ideal de la Liga:

| Portero         | Defensores                                           | Mediocampistas                              | Delanteros                                       |
| --------------- | ---------------------------------------------------- | ------------------------------------------- | ------------------------------------------------ |
| Vincent Enyeama | Serge Aurier Thiago Silva Simon Kjaer Layvin Kurzawa | Fabien Lemoine Thiago Motta James Rodríguez | Romain Hamouma Zlatan Ibrahimović Edinson Cavani |

## Fichajes

### Fichajes más caros del mercado de verano

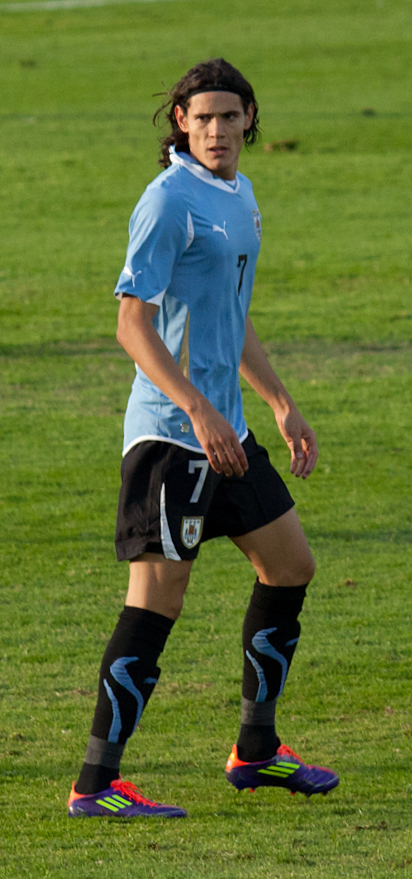
La contratación de Edinson Cavani por parte del PSG fue el traspaso más caro del verano en Francia.

El mercado de fichajes tuvo dos claros protagonistas, el París Saint-Germain y el AS Mónaco, quienes de la mano de sus multimillonarios dueños fueron los autores de los traspasos más costosos. Por los parisinos destaca el fichaje de Edinson Cavani, el goleador del Napoli, que llega al club francés a cambio de 64 millones de euros. Por su parte, el también delantero Radamel Falcao deja el Atlético de Madrid y se incorpora a la entidad monegasca en un traspaso valorado en 63 millones.
| Pos. | Jugador            | Club de destino       | Club de Origen     | Precio (€) | Ref.          |
| ---- | ------------------ | --------------------- | ------------------ | ---------- | ------------- |
| 1.º  | Edinson Cavani     | París Saint-Germain   | Napoli             | 64.000.000 | [ 43 ]        |
| 2.º  | Radamel Falcao     | Mónaco                | Atlético de Madrid | 63.000.000 | [ 44 ]        |
| 3.º  | James Rodríguez    | Mónaco                | Porto              | 45.000.000 | [ 45 ] [ 46 ] |
| 4.º  | Marquinhos         | París Saint-Germain   | Roma               | 35.000.000 | [ 47 ]        |
| 5.º  | João Moutinho      | Mónaco                | Porto              | 25.000.000 | [ 45 ] [ 46 ] |
| 6.º  | Geoffrey Kondogbia | Mónaco                | Sevilla            | 20.000.000 | [ 48 ]        |
| 7.º  | Lucas Digne        | París Saint-Germain   | Lille              | 15.000.000 | [ 49 ]        |
| 8.º  | Florian Thauvin    | Olympique de Marsella | Bastia             | 12.700.000 | [ 50 ]        |
| 9.º  | Dimitri Payet      | Olympique de Marsella | Lille              | 8.800.000  | [ 51 ]        |
| 10.º | Giannelli Imbula   | Olympique de Marsella | Guingamp           | 7.500.000  | [ 52 ]        |